# 아르케아
아르케아(Arcaea)는 lowiro가 개발하고 배급한 리듬 비디오 게임이다. 이 게임은 iOS와 안드로이드 모바일 플랫폼용으로 2017년 3월 9일 출시되었다.
일인용 버전의 게임은 닌텐도 스위치용으로 2021년 5월 18일 출시되었다.